# USS 시어도어 루스벨트 (CVN-71)
USS 시어도어 루스벨트 (CVN-71)는 미국 해군의 니미츠급 항공모함의 4번함이다.

## 역사
시어도어 루스벨트는 1905년 가쓰라-태프트 밀약으로 한국이 일본땅인 대신에 필리핀은 미국땅이라고 합의한 미국 대통령이다. 미국 군함에 대통령 이름이 3번째 사용되었다.
1984년에 진수되었다. 1991년 걸프전에 참전했다.
2017년 10월, 북핵위기가 고조되자, 부산항에 있는 USS 로널드 레이건 (CVN-76) 외에 USS 니미츠 (CVN-68), USS 시어도어 루스벨트 (CVN-71)가 동해에 왔다.

## 코로나19
2020년 3월 30일, 브렛 크로지어 함장(해군 대령)이 미국 국방부에 코로나19에 감염된 선원을 하선시켜달라고 4쪽 짜리 긴급 보고서를 올렸다. 24일 승무원 3명의 첫 감염 확인 이후 일주일 만에 200여명이 의심 증상을 보이고 있다. 현재 괌에 정박 중인 루스벨트호에는 해군 장병뿐 아니라 비행사와 해병대 등 5000여명이 타고 있는데, 제한되고 좁은 공간에서 일하는 근무환경 때문에 확진자가 빠르게 증가하고 있다. 함장은 승무원 90%가 감염될 것이라고 보았다.
4월 1일, 토머스 모들리 미 해군장관 대행은 미 국방부 기자들과 만나 루스벨트호에서 1000명 정도의 승조원이 하선했으며 2700명 정도를 수일 내에 하선시킬 것이라고 말했다. 장관대행은 함장이 보고서를 국방부에 보낸 것은 큰 문제는 없지만, 언론에 유출한 것은 지휘체계를 무시한 범죄라고, 처벌가능성을 언급했다.